# フィリッパ・ジョルダーノ
フィリッパ・ジョルダーノ（Filippa Giordano、1974年2月14日 - ）はイタリア出身の女性歌手。今日のクラシカル・クロスオーバー隆盛の一翼を担う存在である。

## 略歴
1974年2月14日、イタリアのシチリア島パレルモで聖歌隊歌手の父とオペラ歌手の母の間に生まれた。祖父はシチリアの伝統的なストリート・ミュージシャンで兄や姉も音楽家という音楽一家に育ち、母親から歌の手ほどきを受けた。
1979年、5歳の時にローマに移住。クラシック音楽とともにクラシック・ダンスを習い始め、1983年にはイタリア国立ダンス・アカデミーに特待生として迎えられた。その後父の所属するフランコ・ヴァレーリのオペラ・カンパニーの演奏旅行に同行しオペラ歌手の道を志す傍ら、マドンナやホイットニー・ヒューストンに憧れてポピュラー音楽にも関心を抱いた。
1998年、カテリーナ・カゼッリにスカウトされシュガー・レコードと契約、アルバム『Passioni』でデビューした。翌1999年2月にはサンレモ音楽祭に出場し、新人部門で第2位を受賞した。同年10月にはバチカンのサン・ピエトロ広場で行われたミレニアム前年祭で当時のローマ教皇、ヨハネ・パウロ2世を含む15万人の観衆の前で「アヴェ・マリア」を歌った。
2000年に『Passioni』の国際盤『Filippa Giordano』で国際的にデビューした。2002年4月にはアルバム『Il Rosso Amore』を発表。同年のバチカン・クリスマス・コンサートでは再びヨハネ・パウロ2世の前でシューベルトの「アヴェ・マリア」を歌った。
その後レコード会社をエイベックス傘下の avex casa に移籍、アルバム『Prima Donna』は2005年に日本で先行発売された（国際盤は翌2006年に発売）。

## 音楽
幼い頃よりオペラとポップスの双方に親しんだことが現在の音楽活動にそのまま表れている。オペラのアリアをポップスの感覚で歌う一方、オリジナル曲を声楽的な唱法で歌うなど、クラシックとポップスの境界領域で活躍している。楽曲提供者にはフランチェスコ・サルトリ、エンニオ・モリコーネ、デイヴィッド・フォスターといったビッグネームが名を連ねる。デビュー以来早い時期から度々日本を訪れてコンサートツアーを開催しており、日本での知名度も高い。

## ディスコグラフィ
- Passioni（1998年）
- Filippa Giordano（2000年、『Passioni』の国際盤）
- Il Rosso Amore（2002年）
- Prima Donna（2005年、日本先行発売）
- Prima Donna（2006年、ラテン・アメリカ盤）
- Con amor a Mexico（2009年）
- Alma Italiana, pasion Latina（2011年）
- Best of Opera（2014年）
- Friends & Legends Duets（2018年）